# Mausólos

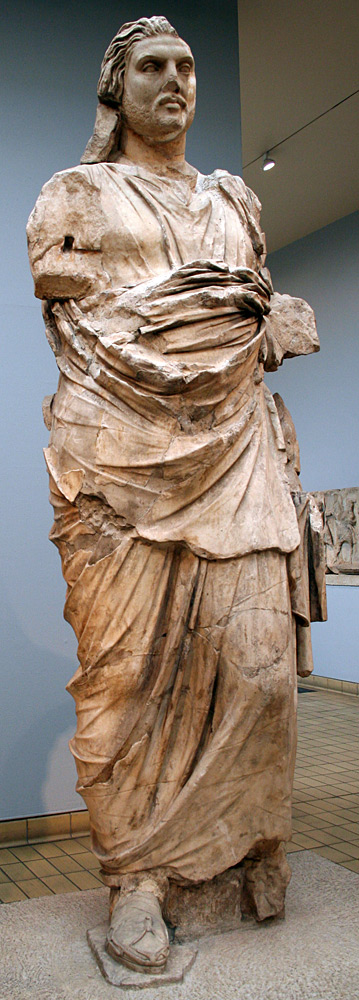
Socha satrapy z dynastie Hekatomidů, pravděpodobně Mausóla; Britské muzeum, Londýn

Mausólos II., česky dříve také Mausoleos (před 357–353 př. n. l.) byl perský satrapa, despota a vojevůdce, který v letech 377–353 př. n. l. vládl na území dnešního jihozápadního Turecka.

## Život
Byl nejstarším synem satrapy Hekatomna, po kterém jeho rod nesl označení dynastie Hekatomidů. Hekatomnes se zmocnil vlády roku 395 př. n. l., když zavraždil předchozího satrapu Tissaferna.
Mausólos despoticky – téměř nezávisle – ovládal provincii Kárie. Vojensky podporoval řecké ostrovy Chios, Rhodos a Kós, odpadlé od athénského námořního spolku.

## Kultura a umění
Mausólos se proslavil podporou řeckého výtvarného umění helénismu, a to malířství, sochařství i architektury. Do historie se zapsal stavbou monumentálního Mauzolea v Halikarnassu (dnes Bodrum), jež bylo až do svého zničení prohlašováno jedním ze sedmi divů světa. Zemřel ještě před jeho dokončením. Stavbu poté dokončila jeho sestra Artemísia II., která byla zároveň jeho manželkou. Artemísia vynikala stejnými vůdcovskými schopnostmi jako Mausólos. Podle pověsti takovou sílu nabyla poté, co vypila nápoj z popele svého zesnulého muže.
Historii zaznamenal dějepisec Titus Livius.